# 张紧轮
张紧轮（tension pulley），为改变带轮的包角或控制带的张紧力而压在带上的随动轮。

## 电梯行业的张紧轮
在垂直电梯行业中，张紧轮为限速器的一部分，设置在电梯地坑，下面有一股很几十公斤重的铁块挂在一个轮子上，用铁块的重力保证绕过轮子的钢丝绳能够伸直且轮子正常转动，一般在1m/s速度以下的电梯不设置电器安全开关。该设备与电梯的安全运行至关重要，出现问题时导致电梯停止运行、异常声音等故障现象；如果失效，电梯超速时将产生飞车冲顶，或蹲底（加速掉落）的严重事故！